# Du style
Du style è il terzo singolo della cantante francese Jena Lee, estratto dal suo album di debutto Vous remercier e pubblicato il 24 aprile 2010 dall'etichetta discografica Mercury Records.
Il singolo è entrato alla decima posizione della classifica francese, facendo di esso il terzo debutto in top ten per Jena Lee e restandovi in totale per trentuno settimane. Ha avuto un discreto successo anche in Vallonia, dove è arrivatio alla posizione numero 83.

## Tracce
1. Du style – 3:17

## Classifiche
| Classifica (2010) | Posizione massima |
| ----------------- | ----------------- |
| Belgio (Vallonia) | 83                |
| Francia           | 10                |